# Malabárok
A malabárok egy megnevezés, amely a gyarmati időszakból származik és a nyugati gyarmatosítók használták és amely egész Dél-India népeire vonatkozott (tamilok, teluguk, malajalik, kanada népcsoportot tartalmazza). A kifejezés alapja a Malabár régió, a mai Kerala állam Indiában, vagy egy ősi kifejezés, ami India délnyugati partvidékét jelenti.
A hollandok is használták ezt a kifejezést a Sri Lanka-i tamilokra a gyarmati időkben. Ezt a kifejezés, vagy a malbár kifejezést, a franciák is használták a felfogadott tamil munkásokra Réunion szigetén. Az utóbbiak ezt a kifejezést s mai napig is használják, ezzel is kifejezve saját identitásukat annak ellenére, hogy többségük a tamil nyelvet már nem beszéli. Mintegy 200,000 ember tamil származású Reunion-szigetén. Őket 1848-tól kezdték a szigetre szállítani (akkor szűnt meg hivatalosan a rabszolgaság a francia gyarmatokon).
A malabár kifejezés használatos a szomszédos szigeten, mint Mauritius, és az észak-indiai hindukat értik alatta, a laszkár kifejezést a muszlimokra értik, a madraszit (Madras, Tamilnádu fővárosa) pedig a dél-indiai etnikai csoportokra vonatkoztatják, mint a tamilok és teluguk. 

## Lásd még
- Tamil nyelv
- Malabár-part

## Fordítás
- Ez a szócikk részben vagy egészben  a   Malabars című angol Wikipédia-szócikk fordításán alapul.  Az eredeti cikk szerkesztőit annak laptörténete sorolja fel. Ez a jelzés csupán a megfogalmazás eredetét és a szerzői jogokat jelzi, nem szolgál a cikkben szereplő információk forrásmegjelöléseként.